# Édouard Pierre Blin
Pour les articles homonymes, voir Blin.
Édouard Pierre Marie Blin, né à Chartres le 30 août 1877 et mort à Paris le 19 mai 1946, est un sculpteur, médailleur et mosaïste français.

## Biographie
Édouard Pierre Blin est l'élève de Jules Chaplain (1839-1909), Victor Peter (1840-1918), Louis-Alexandre Bottée (1852-1940) et Hector Lemaire (1846-1933).
Il est sociétaire de la Société des artistes français.
Au Salon des artistes français, il obtient une mention honorable en 1908, une médaille de bronze en 1913, une médaille d'argent en 1921 et une médaille d'or en 1933. Il obtient une médaille d'or à l'Exposition spécialisée de 1937.
Il est nommé chevalier de l'ordre national de la Légion d'honneur en 1934.
En 1942, il obtient le prix Malvina-Brach.

## Œuvres

### Médaille
- Jean Mermoz (1901-1936), médaille en bronze. Monnaie de Paris.
- Pie XII, médaille commémorant sa visite à Chartres.
- Confédération de la Boulangerie, médaille uniface.
- Syndicat des fondeurs de France.
- Saint Jacques.

### Mosaïque
- Les onze mosaïques extérieures de l'ancien hôtel des Postes de Chartres, aujourd'hui médiathèque.
- Les mosaïques extérieures de l'église Saint-Martin de Nieppe.

Œuvres d'Édouard Pierre Blin
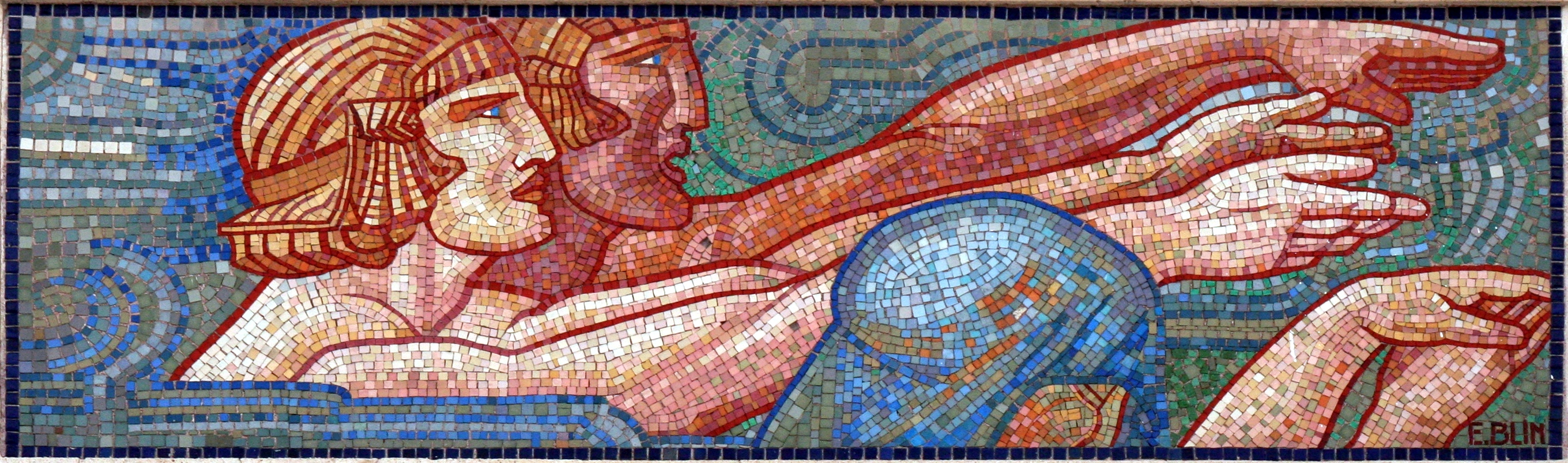
Mosaïque (1928), hôtel des Postes de Chartres.
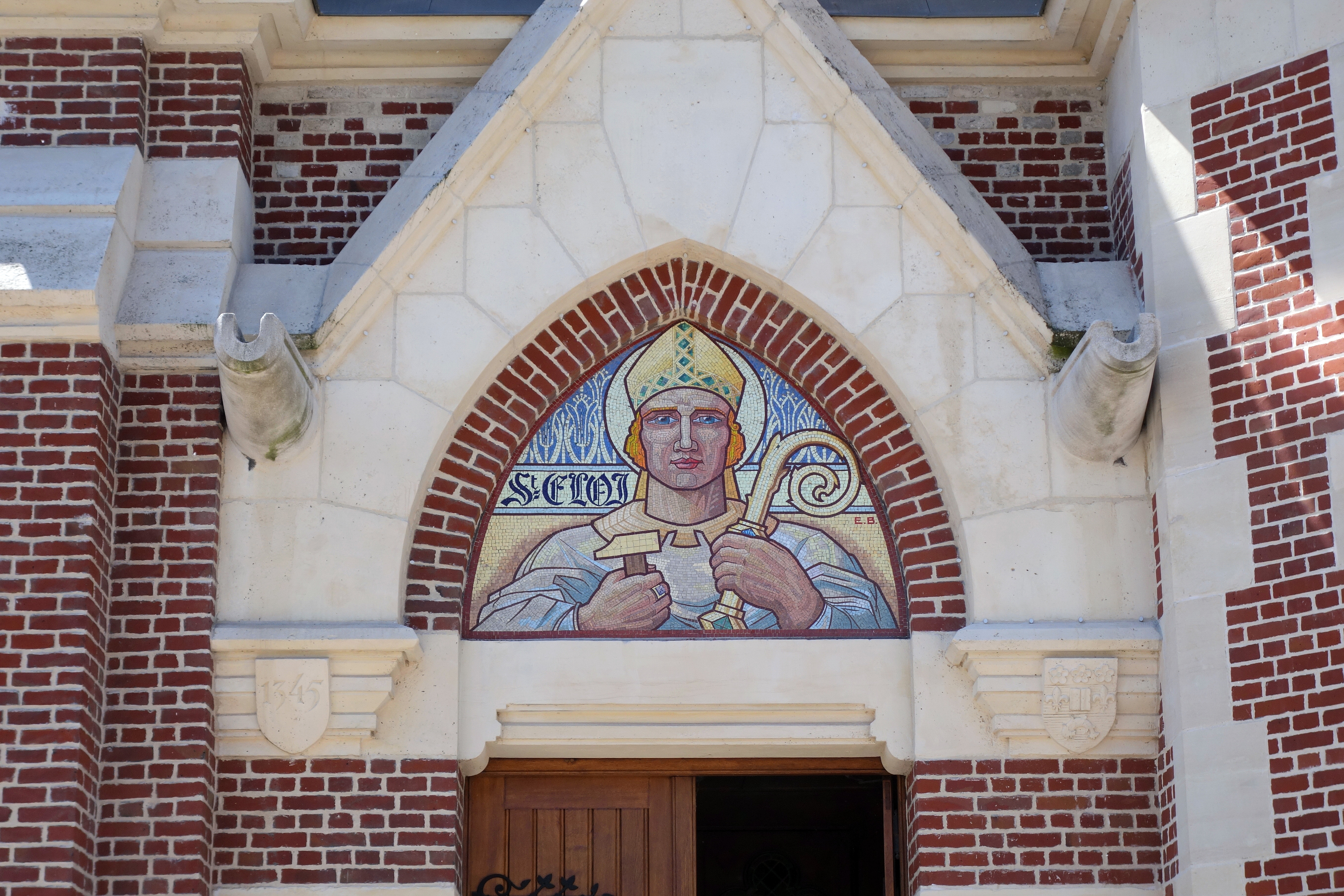
Saint Éloi (1929), mosaïque, église Saint-Martin de Nieppe.